# Kembangbilo
Kembangbilo is een bestuurslaag in het regentschap Tuban van de provincie Oost-Java, Indonesië. Kembangbilo telt 3276 inwoners (volkstelling 2010).